# Colotois obscura
Colotois obscura är en fjärilsart som beskrevs av Aigne 1906. Colotois obscura ingår i släktet Colotois och familjen mätare. Inga underarter finns listade i Catalogue of Life.